# Oxydia umbrosa
Oxydia umbrosa là một loài bướm đêm trong họ Geometridae.